# Biologische winkel

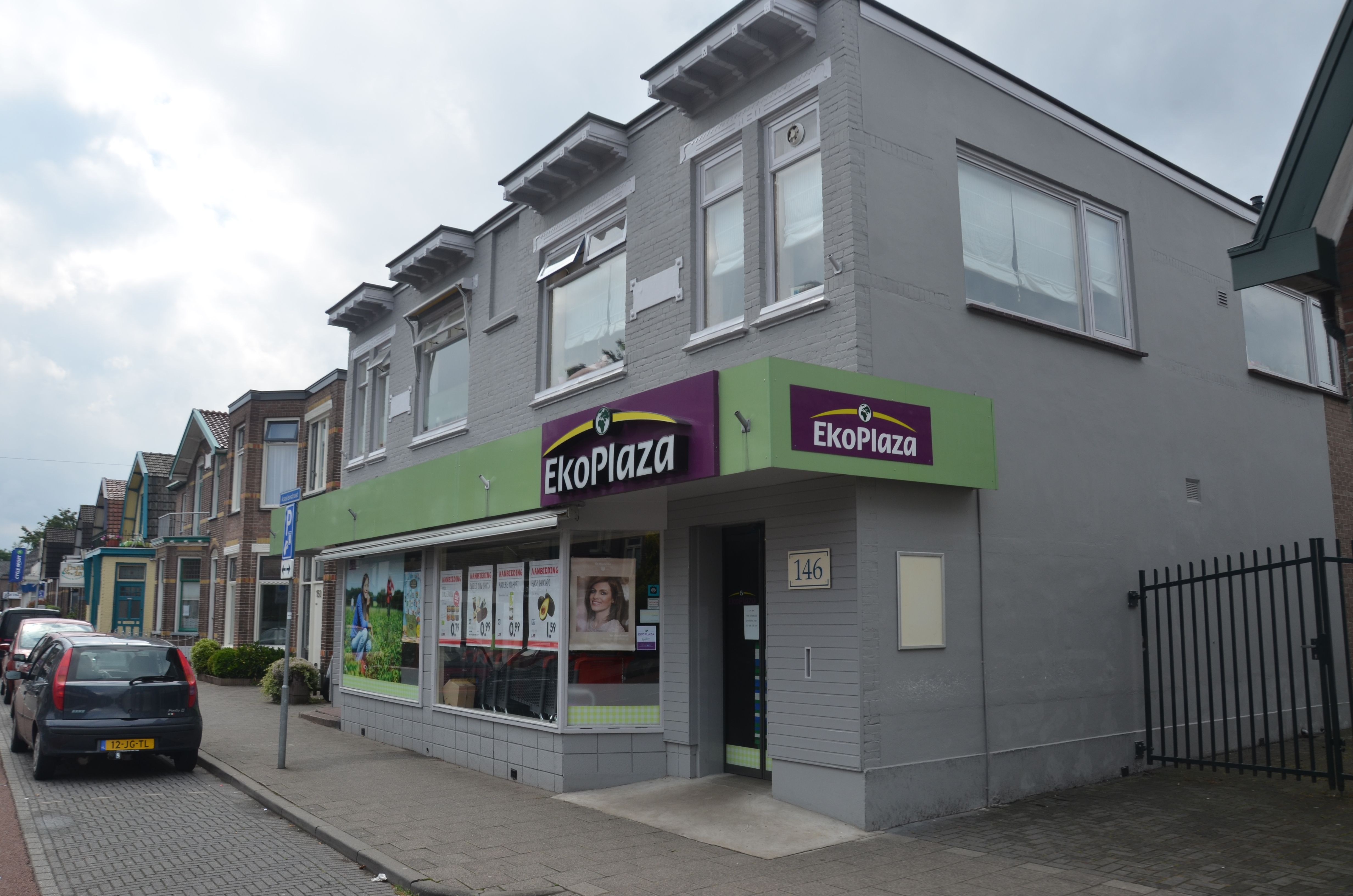
Een filiaal van biologische supermarktketen EkoPlaza.

Een biologische winkel is een winkel waarin voornamelijk biologische producten worden verkocht. Een andere naam voor biologische winkel is natuurvoedingswinkel. Verwant is de veel oudere reformwinkel.
Biologische winkels ontstonden in de jaren zeventig en het aantal zowel als het assortiment is sindsdien gestaag gegroeid.
Naast kleine eenmanszaken zijn er ook grote biologische supermarkten, waarvan een aantal in landelijke ketens zijn verenigd. Voorbeelden in Nederland zijn EkoPlaza, Odin en Marqt. In België is Bio-Planet van de Colruyt Group een belangrijke speler, en is EkoPlaza actief met 8 vestigingen. 
Sommige biologische winkels (zoals Bio-Planet, EkoPlaza, Odin en Hofweb) zijn op internet actief en bezorgen producten aan huis.

## Nederland
In de loop van de tijd is het aantal Nederlandse biologische winkels gegroeid maar nam de concurrentie met supermarkten toe, waardoor de groei aan het begin van de 21e eeuw enige tijd stagneerde. In 2020 steeg de omzet weer. In 2019 bedroeg deze 327 miljoen euro. Het aantal winkels is inmiddels na een sterke groei weer gedaald, tot - in 2020 - 315 winkels. Circa 1/3 daarvan maakt onderdeel uit van een landelijke keten.

## België
Ook België laat een groei van het aantal biologische winkels (of biowinkels) zien. In 2020 waren er 690 winkels in België, waarvan 70% onafhankelijk was. In Wallonië nam de afzet van biologische producten via supermarkten af maar was in 2020 nog 40% tegenover circa 30% voor de biologische winkels. In 2020 gaven Belgische consumenten 892 miljoen euro uit aan biovoeding, waarvan in Wallonië 542 miljoen euro.